# Equipo de Tácticas Especiales Recomendable
El Equipo de Tácticas Especiales Recomendable (ETER) es una unidad de élite de la Policía de la Provincia de Córdoba, Argentina. Fue creado el 23 de febrero de 1985 con el objetivo de brindar custodia y seguridad a dignatarios provinciales, así como la visita de funcionarios y personalidades de interés del ámbito nacional e internacional. 
Este grupo de elite tiene como misión intervenir en situaciones de alto riesgo que afectan a la seguridad pública. Su función principal es brindar apoyo operativo y táctico a las demás unidades policiales, mediante el uso de técnicas, armas y equipos especiales. Dispone de un grupo de negociadores que se encargan de dialogar con los responsables de las situaciones de crisis.
Entre las situaciones de crisis que puede afrontar el grupo de élite se encuentran los actos terroristas, las tomas de rehenes, los secuestros extorsivos, los sujetos atrincherados y los tiradores activos. Asimismo, el grupo de élite realiza allanamientos de alto riesgo o rápida resolución y cumple con las misiones especiales que le asigna la Jefatura de Policía.
El ETER tiene sedes en las ciudades de Córdoba, Río Cuarto, San Francisco y Deán Funes.

## Especialidades
- Asaltante: Miembro del Grupo de asalto cuya función es cumplir con la invasión a un reducto, despejando de peligro y obstáculos en forma organizada, progresiva y sistematizada. Cumpliendo cada uno un rol especial y determinado.
- Brechero: Integrante del Equipo Táctico cuya misión es lograr el acceso del / los grupos de asalto, a cualquier reducto, ambiente o morada, utilizando los elementos específicos para tales fines.
- Sniper o francotirador: Unidad compuesta por dos hombres, cuya misión primaria es la de brindar apoyo y cobertura con fuego preciso, desde una ubicación estratégica, que le permita asumir el control y observación del Punto de Crisis.
- Unidad Especializada de Protección: Se ocupa de la organización, planificación, estudio y desarrollo de la custodia de personalidades, testigos protegidos, detenidos peligrosos, personas amenazadas, y de todo evento en el que éstas participen. [3]

Policía del ETER con sujetos aprehendidos.

## Armamento
El armamento del ETER constituye: 
- SIG Sauer SIG516.
- Pistolas Glock
- Pistolas Taser
- Gas Pimienta
- Granadas